# دی‌منگنز دکاکربونیل
دی‌منگنز دکاکربونیل (به انگلیسی: Dimanganese decacarbonyl) با فرمول شیمیایی C۱۰O۱۰Mn۲ یک ترکیب شیمیایی است. که جرم مولی آن ۳۸۹٫۹۸ g/mol می‌باشد. شکل ظاهری این ترکیب، بلورهای زرد است.